# Черничкин, Дмитрий Семёнович
Дмитрий Семёнович Черничкин — советский хозяйственный и политический деятель.

## Биография
Родился в 1903 году в Харькове в рабочей семье. Член КПСС.
Окончил Харьковское реальное училище, Харьковский технологический институт.
В 1920—1922 гг. — рабочий депо Харьков.
В 1925—1941 гг. — техник, конструктор, начальник группы, заместитель главного инженера Харьковского электромеханического завода.
В 1941—1942 гг. — главный инженер Чебоксарского электроагрегатного завода.
В 1942—1946 гг. — главный инженер, в феврале-октябре 1946 года — директор Московского электромашиностроительного завода «Динамо» им. С. М. Кирова.
В 1947—1957 гг. — заместитель министра электротехнической промышленности СССР.
В 1957—1962 гг. — начальник отдела электротехнической и приборостроительной промышленности Госплана СССР.
В 1962—1965 гг. — начальник Управления электротехнической промышленности СНХ СССР.
В 1965—1973 гг. — начальник Управления Госснаба СССР.
Умер в 1973 году в Москве.

## Награды
- Орден Ленина
- Орден Октябрьской Революции
- Орден Трудового Красного Знамени (пятикратно)